# Бой при Мариямполе
Бой при Мариямполе — вооружённое столкновение в ходе Польского восстания 1830—1831 годов, произошедшее 10 (22) апреля 1831 года между подразделениями Русской императорской армии под командованием полковника Николая Анненкова и отрядами польско-литовских повстанцев под началом Антония Пушеты и майора Кароля Шона.

## Противостоящие силы
В Мариямполе перед началом боя были расположены войска Русской императорской армии под руководством подполковника Каниблоцкого — 3½ пехотные роты (при двух артиллерийских орудиях) и 256 казаков. Командир Гвардейского корпуса великий князь Михаил Павлович поручил оборону города своему адъютанту, полковнику Николаю Анненкову.
Между тем руководители восстания в Августовском воеводстве Антоний Пушета и майор Кароль Шон решили захватить Мариямполь и сосредоточили для этого значительные силы — 300 кавалеристов капитана Гжалинского и поручика Стефановича, 500 стрелков капитана Сперлинского, а также сведённые в три батальона 3000 косарей и копейщиков майора Магдалинского, капитанов Мужайко и Крушевского.

## Ход боя
10 (22) апреля 1831 года восставшие окружили Мариямполь с трёх сторон и предприняли атаку на город одновременно с двух направлений — повстанцы под началом Шона выдвинулись со стороны деревни Кветишки, а руководимые Пушетой части наступали по ковенской дороге.
Ведомым Шоном стрелкам, косарям и копейщикам удалось ворваться в Мариямполь и вынудить российские войска отступить. Оценив сложившуюся обстановку, Анненков принял решение разбить атакующих по частям. Первоначально российский командующий сосредоточил имеющиеся у него силы против двигающихся по ковенской дороге повстанцев Пушеты и отбил их нападение, после чего сконцентрировал войска для удержания позиции на левом фланге у моста через реку Шешупа и отпора восставшим, обосновавшимся в городе. Завязался упорный бой, ключевым моментом которого стало прибытие из Калварии на помощь Анненкову трёх уланских эскадронов под командованием генерал-майора Сильвестра Малиновского. Атакованные уланами, повстанцы растерялись и потерпели поражение.
В бою погибло около 300 участников восстания, многие утонули в Шешупе, а 1170 повстанцев попали в плен, в том числе Шон и Сперлинский. Российские войска потеряли 11 человек убитыми (2 офицеров, 1 унтер-офицера, 8 рядовых) и 42 — ранеными (4 офицеров, 3 унтер-офицеров, 35 рядовых).

## Дальнейшие события
Шон был приговорён к смертной казни и повешен в Мариямполе.
Пушете удалось скрыться с небольшим отрядом конников и направиться в Козлову Руду. Анненков в тот же день с уланами и казаками также отбыл в Козлову Руду, но разбитого командира повстанцев там уже не застал. 11 (23) апреля 1831 года Пушета достиг Велоны, а впоследствии присоединился к возглавляемому полковником Йосифом Сурконтом полку восставших в Червонном Дворе.
12 (24) апреля 1831 года в Мариямполе был зачитан указ касательно «мятежа» — всем чиновникам и мирным жителям было разрешено спокойно вернуться в свои дома.
4 (16) мая 1831 года  Анненков «в воздаяние ревностной службы <...>, благоразумных распоряжений и отличной храбрости», проявленных в бою при Мариямполе, был награждён Орденом Святого Георгия IV класса.